# Krzysztof Iwaniuk
Krzysztof Jerzy Iwaniuk (ur. 5 maja 1959 w Białej Podlaskiej) – polski samorządowiec, od 1992 roku wójt gminy Terespol. W 2019 roku został przewodniczącym Związku Gmin Wiejskich, a w 2020 roku członkiem Europejskiego Komitetu Regionów.
Jest współprzewodniczącym Komisji Wspólnej Rządu i Samorządu Terytorialnego.

## Życiorys
Jest absolwentem Wydziału Elektroniki Politechniki Warszawskiej. W 1992 roku ukończył Podyplomowe Studium Samorządu Terytorialnego i Rozwoju Lokalnego na Uniwersytecie Warszawskim, a w 2003 roku studia podyplomowe w zakresie zarządzania projektami europejskimi i prawa Unii Europejskiej na Uniwersytecie Marii Skłodowskiej – Curie w Lublinie. Po studiach rozpoczął pracę w Wojewódzkim Szpitalu Zespolonym.

### Kariera samorządowa
W 1990 roku został burmistrzem Miasta i Gminy Terespol, pełnił to stanowisko do 1992. 28 lutego 1992 roku, podczas pierwszej w historii sesji rady gminy Iwaniuk został wybrany wójtem gminy Terespol. W 1999 roku dołączył do Związku Gmin Wiejskich RP, w którym to został członkiem zarządu.
W wyborach samorządowych w 2006 roku kandydował na urząd wójta, uzyskał 1856 głosów (70,52%) zdobywając mandat w pierwszej turze. W wyborach samorządowych w 2010 roku uzyskał reelekcję z wynikiem 2136 głosów (78,82%). W 2014 roku był jedynym kandydatem na urząd wójta, uzyskał wówczas 2299 głosów. W 2016 roku został wybrany współprzewodniczącym Komisji Wspólnej Rządu i Samorządu Terytorialnego. W 2018 roku ponownie uzyskał reelekcję w pierwszej turze uzyskując 1952 głosy (65,11%).
23 kwietnia 2019 roku Zgromadzenie Ogólne Związku Gmin Wiejskich wybrało Iwaniuka na przewodniczącego tejże organizacji. Zastąpił na tej funkcji ustępującego Marka Olszewskiego. 20 stycznia 2020 roku został członkiem Europejskiego Komitetu Regionów, w którym to dołączył do Grupy Przymierza Europejskiego (EA). Zasiadł w Komisji Obywatelstwa, Sprawowania Rządów, Spraw Instytucjonalnych i Zewnętrznych (CIVEX) oraz Komisji Polityki Gospodarczej (ECON). W grudniu 2021 roku został członkiem Rady Politycznej Ruchu Samorządowego Tak! Dla Polski prowadzonego przez Jacka Karnowskiego.

## Wyróżnienia i odznaczenia
- Krzyż Oficerski Orderu Odrodzenia Polski (2023)[17]
- Krzyż Kawalerski Orderu Odrodzenia Polski (2010)[18]
- Złoty Krzyż Zasługi (2002)[19]
- Srebrny Krzyż Zasługi (1998)[20]
- Brązowa Odznaka „Zasłużony dla Ochrony Przeciwpożarowej” (2014)[21]
- Brązowy Medal za Zasługi dla Straży Granicznej (2015)[22]